# Zdeněk Velký
Zdeněk Velký   (Beroun, 13 de febrer de 1952) és un antic pilot de motocròs txec de renom internacional durant la dècada del 1970. Després de participar unes temporades al Campionat del Món de motocròs de 250cc, obtingué el seu millor resultat quan canvià a la categoria dels 125cc, el 1976, amb un tercer lloc final. El 1974 guanyà la Inter-AMA dels EUA. El 1975, com a membre de l'equip estatal en què també hi havia Jirí Churavý, Miroslav Navácek i Antonin Baborovsky, aconseguí al circuit txec de Sedlčany l'únic triomf que obtingué mai l'antiga Txecoslovàquia al Motocross des Nations.

## Trajectòria esportiva
El 1969, a 17 anys, Velký va córrer un parell de curses de motocròs pel seu compte, fins que entrà a la delegació de la Svazarm a Beroun. Un cop allà, fou seleccionat per a assistir a la concentració juvenil de Nová Paka (districte de Jičín), on la seva actuació cridà l'atenció dels entrenadors del club Dukla de Praga que hi assistien, els quals el fitxaren. Un cop entrà al club -quan encara li faltava un any per a començar el servei militar-, Velký començà a formar-s'hi seriosament amb la resta de l'equip. Durant tota la seva carrera, fou membre d'aquest club i pilot oficial de ČZ.
Gràcies a la formació que rebia i a la disciplina que hi havia al club Dukla, el seu rendiment va augmentar aviat, malgrat que en una cursa del campionat estatal a Vimperk (districte de Prachatice), es va lesionar considerablement la mà en agafar-se-la amb la cadena de transmissió de la moto per culpa d'una caiguda. Un cop restablert, però, va reprendre l'activitat i va progressar tant ràpid, que aviat va poder participar al mundial. El 1973 va aconseguir els seus primers punts al de 250cc i a l'europeu de 125cc. El 1975, abans del seu èxit al Motocross des Nations guanyà el campionat de Txecoslovàquia de 250cc, títol que revalidà les temporades de 1981 i 1982.

## Palmarès al Campionat del Món
Font:
| Any  | Motocicleta | 250cc | 125cc |
| ---- | ----------- | ----- | ----- |
| 1973 | ČZ          | 25è   | 13è   |
| 1974 | ČZ          | 19è   | -     |
| 1975 | ČZ          | 6è    | -     |
| 1976 | ČZ          | -     | 3r    |
| 1977 | ČZ          | -     | 12è   |
| 1978 | ČZ          | 32è   | -     |
| 1979 | ČZ          | 22è   | -     |
| 1980 | ČZ          | -     | -     |
| 1981 | ČZ          | 48è   | -     |